# شهرستان هاردی (ویرجینیای غربی)
شهرستان هاردی، ویرجینیای غربی (به انگلیسی: Hardy County, West Virginia) یک سکونتگاه مسکونی در ایالات متحده آمریکا است که در ویرجینیای غربی واقع شده‌است.

## خصوصیات
شهرستان هاردی ۱٬۵۱۲٫۵۶ کیلومترمربع مساحت دارد.